# Lasioglossum tungusicum
Lasioglossum tungusicum är en biart som beskrevs av Ebmer 1978. Lasioglossum tungusicum ingår i släktet smalbin, och familjen vägbin. Inga underarter finns listade i Catalogue of Life.